# Sylwia Lewandowska
Sylwia Lewandowska (* 4. Januar 1991 in Toruń) ist eine ehemalige polnische Ruderin.
Sylwia Lewandowska begann 2004 mit dem Rudersport. Bei den U23-Weltmeisterschaften 2011 belegte sie den sechsten Platz mit dem Doppelvierer. Bei den Europameisterschaften 2011 gewann der polnische Doppelvierer mit Agnieszka Kobus, Karolina Gniadek, Sylwia Lewandowska und Natalia Madaj die Silbermedaille hinter den Ukrainerinnen. 2012 qualifizierte sich der polnische Doppelvierer in Luzern für die olympische Regatta in Eton, dort belegte das Boot den achten und letzten Platz in der Besetzung Kamila Soćko, Joanna Leszczyńska, Sylwia Lewandowska und Natalia Madaj. In der gleichen Besetzung gewann der polnische Doppelvierer zum Saisonausklang 2012 die Silbermedaille bei den Europameisterschaften hinter den Ukrainerinnen, die mit drei Olympiasiegerinnen angetreten waren. Im Jahr darauf belegte der polnische Doppelvierer mit Maria Springwald, Joanna Leszczyńska, Sylwia Lewandowska und Agnieszka Kobus bei den Europameisterschaften 2013 den fünften Platz. Bei den Weltmeisterschaften 2013 ruderten Lewandowska und Leszczyńska zusammen mit Magdalena Fularczyk-Kozłowska und Natalia Madaj und gewannen die Bronzemedaille. Zum Abschluss von Lewandowskas Karriere belegte der Vierer mit Lewandowska, Leszczyńska, Springwald und Kobus den achten Platz bei den Weltmeisterschaften 2014.